# Quins, Aveyron

Quins este o comună în departamentul Aveyron din sudul Franței. În 1 ianuarie 2022 avea o populație de 885 de locuitori.